# El Palo (Málaga)
El Palo es un barrio de Málaga, España. Está situado en el Distrito Este, a 8,7 km del centro de la ciudad. Según la delimitación oficial del ayuntamiento, El Palo limita al norte con los barrios de Villa Cristina, Miraflores del Palo, El Drago, Las Cuevas y La Pelusa; al este, con Miramar del Palo; al sur, con el barrio de Playas del Palo; y al oeste con Echeverría del Palo y Pedregalejo. No obstante, tradicionalmente se conoce como El Palo a la zona entre el monte San Antón y el mar Mediterráneo delimitada por los arroyos Jaboneros y Gálica, y en un sentido más amplio, a toda la zona del extremo oriental de Málaga. Cuenta con una población de 54.213 habitantes.
Los vecinos de este barrio se denominan paleños.

## Toponimia
Hay varias conjeturas sobre el origen de la denominación de "El Palo":
- La más difundida cuenta que alrededor de 1908 en la parada del tranvía de esta zona hubo un palo de madera bastante alto y visible, por el cual la gente identificaba la parada como "la del palo", término que empezó a difundirse para designar la zona.
- Etimológicamente se explica que se refiere al topónimo latino "palus" o pantano, pues el área se inundaba periódicamente.
- Se conjetura que una riada arrasó gran parte de la zona, salvo un gran palo o tronco que quedó justo en las Cuatro Esquinas (centro del barrio).
- Otra habla de un barco naufragado cuyo mástil asomaba cerca de la orilla del mar, el cual era usado por los pescadores como punto de referencia.
- Una última idea narra que el nombre aparece porque en todas las playas de esta barriada había palos anclados en la orilla para que las señoras pudiesen agarrarse al remojarse.

## Historia
Algunos autores afirman la existencia de restos pertenecientes a la cultura de los Adoradores del Sol en el norte de la barriada. Posteriormente se han encontrado restos de poblados iberos del siglo XX a. C. y de colonias fenicias del siglo XII a. C., así como indicios de actividad minera en el monte de San Antón.
En el siglo I de nuestra era, la zona pasó a ser ocupada por los romanos bajo el mando de Vivio Pacioco, desarrollándose la industria del salazón de anchoa y boquerón, así como el cultivo del vid y el olivo en el norte de la barriada.
Desde el siglo VIII, la zona pasa a estar dominada por los árabes, de los cuales se han encontrado numerosos restos arqueológicos. El 21 de marzo de 1483 se produce una batalla en el arroyo Jaboneros entre tropas cristianas y musulmanas, sufriendo el ejército cristiano la pérdida de cientos de hombres y quedando 1500 prisioneros de los musulmanes, evitándose la toma de Málaga por los cristianos. El lugar de la batalla sigue siendo conocido como Cuesta de la Matanza. En 1487 los Reyes Católicos conquistan Vélez-Málaga y avanzan hacia Málaga por la costa, pero al llegar a la zona de El Palo y Pedregalejo la existencia de numerosas lagunas les obliga a desviarse hacia el interior para rodear Málaga
En 1488, aparece mención a la zona denominada Valle de las viñas de Miraflores. Al producirse los Repartimentos, los Reyes Católicos entregarán el Monte de San Antón a dos ermitaños en 1496. También existen datos de la existencia de Alonso Ximenez, Marqués de Palo.
En los siglos siguientes, la zona fue decayendo y despoblándose, censándose a finales del siglo XVII tan solo 35 habitantes en la zona del Valle de las viñas y en la zona de Las Cuevas, dedicadas a la huerta y al trabajo en los lagares. En 1756 el San Antón pasa a ser propiedad de los padres del Oratorio de Neri. En el siglo XVIII, Carlos III ordenará la creación del camino de Vélez, al norte de la actual carretera de Almería, lo cual facilitará la comunicación con las poblaciones del oriente malagueño y dará mayor seguridad al tránsito por esta zona frente a las constantes incursiones de piratas berberiscos.

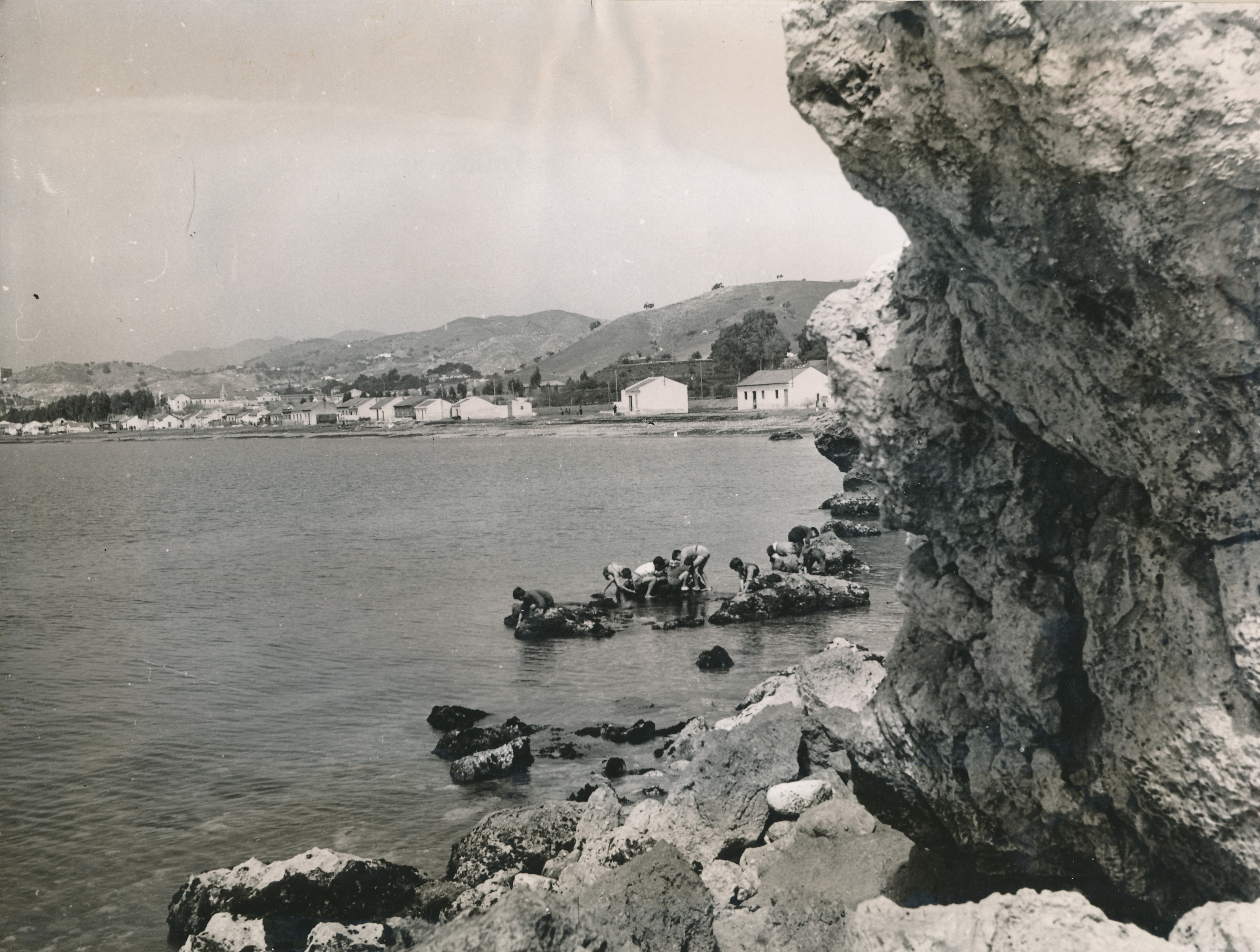
El Palo en 1953

Desde 1800, con la llegada de familias de Motril y Almería, así como de Totalán, Olías y Benagalbón a causa de la sequía, la población fue creciendo, pasando de 560 habitantes a principios del siglo XIX a más de 5000 en menos de cien años. En este siglo las lagunas costeras fueron desecadas para evitar las fiebres palúdicas habituales en la zona.
En 1834, la población de Miraflores de El Palo, a través de su alcalde pedáneo D. Juan Cruzado, solicitó al Ayuntamiento de Málaga la independencia en un escrito donde expresaba su deseo de pasar a ser un pueblo más de la provincia de Málaga por extensión y población (1412 adultos censados). La petición popular fue llevada a consulta pero, posteriormente, resultó denegada.
La actividad económica paleña en estos tiempos se basaba en la pesca, muy abundante, y en el cultivo de olivos, vides y almendros, así como de cultivos hortícolas y cría de cabras. Sin embargo, El Palo siguió siendo una zona deprimida y pobre, ya que las difíciles comunicaciones con Málaga y otros núcleos urbanos impedían un comercio estable y próspero. De hecho, la influencia de Málaga sobre El Palo fue prácticamente nula, hasta que en 1901 se prolongara la línea del tranvía y, en 1908, un tren de vía estrecha atravesara la barriada permitiendo el transporte de trabajadores y mercancías. En éstos momentos tiene especial importancia la fábrica de cemento de la Compañía Financiera y Minera, ubicada en la zona de La Araña y que actualmente sigue activa.
Durante la II República Española El Palo fue un barrio de fuerte influencia izquierdista por su base trabajadora y la actividad que en el mismo barrio ejerció el que fuera diputado comunista Cayetano Bolívar. En 1937, durante la guerra civil española, fue uno de los escenarios del Crimen de la carretera Málaga-Almería. También durante febrero de 1937 la aviación nazi sobrevoló este barrio arrojando bombas y fuego, dejaron este barrio devastado.

## Efemérides paleñas
| Fecha                 | Descripción |
| --------------------- | --- |
| 5 abril de 1500       | Se produjo un gran temblor que llegó a producir daño en numerosas viviendas. Este hecho provocó un gran estado de alarma entre la población.                      |
| 24 marzo de 1537      | Este día se consideró el día más frío de todo el año, ya que se helaron las viñas de Miraflores de El Palo (además de la mayor parte de Málaga e incluso Europa). |
| 19 abril de 1649      | Murió el sacerdote Don Juan de Amezcua Navarrete, a causa de la epidemia de la peste bubónica.                                                                    |
| 26 septiembre de 1865 | Se empezó a construir el actual cementerio de la Barriada de El Palo.                                                                                             |
| 26 julio de 1924      | Este día tuvo lugar un gran incendio en la propiedad de Don Luis Alarcón Barcos —el Lagar de Huerta—.                                                             |
| 11 julio de 1930      | En la finca de El Candado, hubo un gran desprendimiento de terreno, lo que provocó la muerte de Manuel Jiménez Ojeda, un niño de 9 años.                          |
| 10 julio de 1957      | Se inauguró el ferrocarril con motor diesel de Málaga a Vélez. |
| 26 julio de 1965      | Se inauguró y se bendijo el Club Social El Candando. |

- Información extraída de:

## Transporte público
En autobús queda conectado mediante las siguientes líneas de la EMT: 
| Línea | Trayecto                                    | Recorrido | Frecuencia |
| ----- | ------------------------------------------- | --------- | ---------- |
| 11    | Universidad - Alameda Principal - El Palo   | Recorrido | 6 minutos  |
| 3     | Puerta Blanca - Alameda Principal - El Palo | Recorrido | 10 minutos |
| 34    | Avda Andalucía - Pedregalejo                | Recorrido | 40 minutos |

Y las siguientes líneas interurbanas del Consorcio de Transporte Metropolitano del Área de Málaga:
| Línea | Trayecto                                      | Recorrido y Horarios | Plano |
| ----- | --------------------------------------------- | -------------------- | ----- |
| M-160 | Málaga-Rincón de la Victoria-Cotomar          | Recorrido y Horarios | Plano |
| M-161 | Málaga-Totalán                                | Recorrido y Horarios | Plano |
| M-163 | Málaga-Rincón de la Victoria-Los Rubios       | Recorrido y Horarios | Plano |
| M-260 | Málaga-Vélez-Málaga (por Torre de Benagalbón) | Recorrido y Horarios | Plano |
| M-261 | Málaga-Benagalbón-Moclinejo                   | Recorrido y Horarios | Plano |
| M-262 | Málaga-Benagalbón-Almáchar                    | Recorrido y Horarios | Plano |
| M-362 | Málaga-Nerja (por Torre de Benagalbón)        | Recorrido y Horarios | Plano |
| M-363 | Málaga-Torrox (por Torre de Benagalbón)       | Recorrido y Horarios | Plano |
| M-364 | Málaga-Periana (por Torre de Benagalbón)      | Recorrido y Horarios | Plano |
| M-365 | Málaga-Riogordo (por Torre de Benagalbón)     | Recorrido y Horarios | Plano |

## Festividades y eventos
El Palo cuenta con un importante número de festividades y de eventos a lo largo del año.
- Durante la semana del 25 de junio, coincidiendo con la noche de San Juan, se celebra la Semana Cultural de El Palo, organizada por la Asociación de Vecinos y Vecinas de El Palo en colaboración con las numerosas peñas y colectivos del barrio. Esa semana cultural tiene cada año un motivo concreto, que va desde la lucha contra la especulación, la antiglobalización o cualquier tema relacionado con la cultura paleña. Durante ésta semana se celebran las 48 horas de fútbol y es tradicional que la Asociación de Vecinos prepare un Jua alusivo al tema tratado durante la semana.

- El 7 de octubre se celebra con júbilo la festividad en honor a la Virgen del Rosario, patrona católica del barrio. Originariamente la Virgen tenía su capilla en los terrenos del colegio San Estanislao de Kotska, pero su imagen reside actualmente en la Parroquia de Ntra. Sra. de las Angustias.

- Durante la semana del 16 de julio se celebran las Fiestas Marineras y Deportivas en honor a la Virgen del Carmen.

- Anualmente se celebra la Carrera Popular de El Palo y el Festival de Música Flamenca.

## Procesión Gloriosa e Historia de la Patrona y Protectora de El Palo

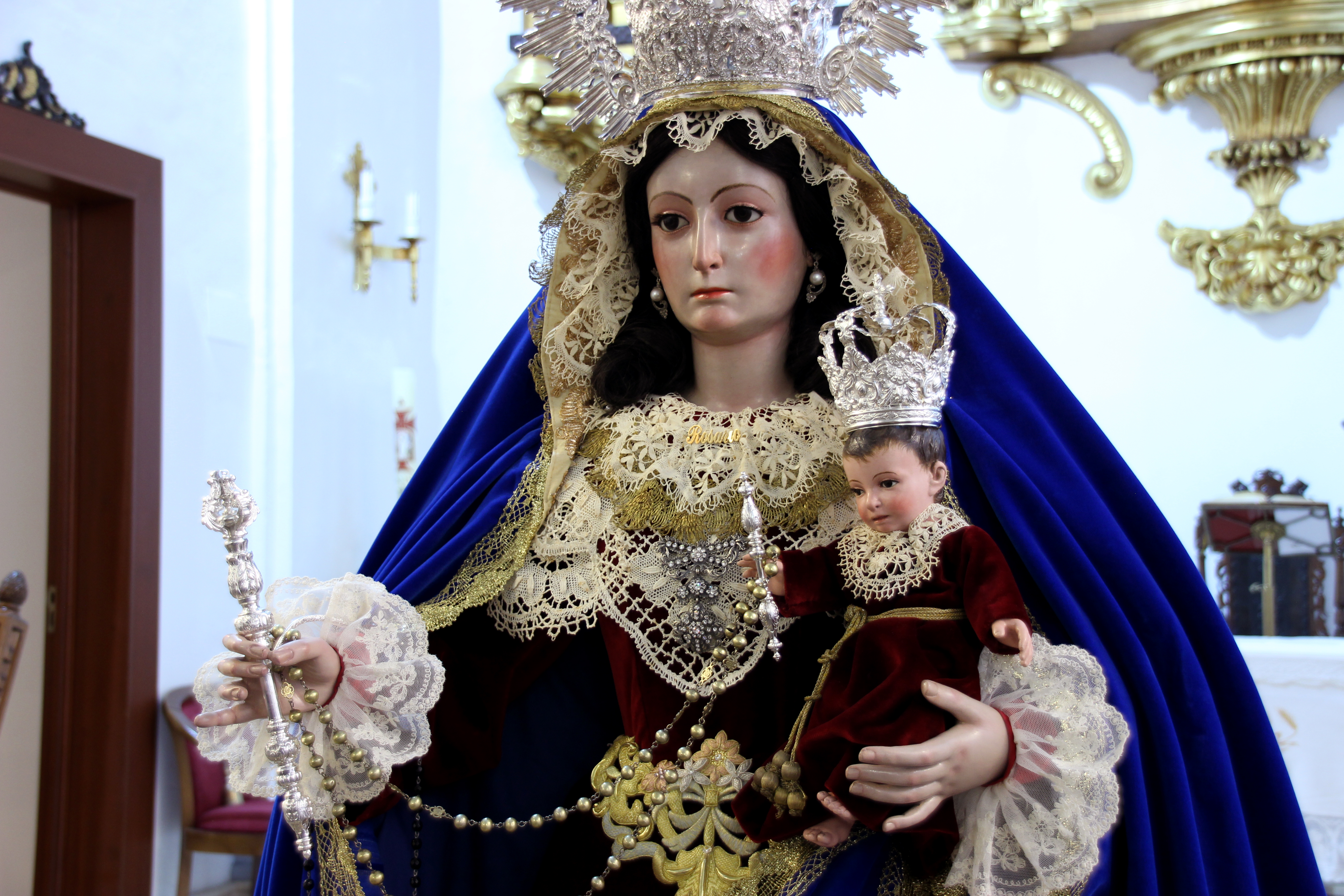
Nuestra Señora del Rosario, Patrona y Protectora de El Palo.

- El 7 de octubre, la barriada de El Palo celebra con júbilo su festividad mayor en Honor y Gloria a su venerada Patrona y Protectora, la Virgen del Rosario. La presencia de la Patrona en el barrio se hace notoria gracias a su capilla callejera, situada en los actuales terrenos del colegio San Estanislao de Kotska, debido a que en el barrio no existía Parroquia alguna se celebraban misas en la capilla de Nuestra Señora del Rosario, siendo realizados los primeros bautizos bajo la mirada de su Patrona y Protectora.

La venerada imagen del Rosario data de finales del Siglo XVII, principios del XVIII, de autoría anónima, en la actualidad recibe culto en la Parroquia de Ntra. Sra. de las Angustias.
Nuestra Señora del Rosario celebra su festividad el día 7 de octubre y saliendo en procesión por las calles de El Palo el sábado siguiente a la ya mencionada fecha. Los vecinos del barrio demuestran su gran devoción y fervor a su Patrona engalanando sus balcones y ofreciéndole a su Virgen del Rosario lluvias de pétalos a su paso. Cabe destacar la visita de la Virgen al Cementerio paleño así como su llegada a la zona de Las Cuevas,donde la Sagrada imagen es recibida con gran alegría y júbilo.
Durante los días de misas de Triduo en honor a la Patrona de El Palo tiene lugar la imposición de medallas a los nuevos hermanos de la Hermandad así como la presentación del cartel anunciador de la salida procesional junto a su pregón en el cual quedará plasmado la importancia de la Virgen del Rosario en su barrio.

## Fiestas Marineras y Deportivas en honor a la Virgen del Carmen
Las Fiestas Marineras y Deportivas en honor a la Virgen del Carmen. Tienen lugar durante el verano en la semana del 16 de julio. Su duración ha ido variando con los años, pasando de una semana completa a una duración de unos cinco días. Cada año, se realiza un cartel significativo que exponga la relación de la feria con las actividades marítimas y con la Virgen del Carmen, así como el programa de las actividades que se realizaran en el transcurso de la misma.
Estas Fiestas Marineras y Deportivas en honor a la Virgen del Carmen tienen lugar en diferentes emplazamientos del barrio de El Palo:
- El escenario en el que se realizan diferentes desfiles, conciertos y otras actividades se encuentra en la Plaza del Padre Ciganda, situado aproximadamente en el centro del barrio, frente a la playa. En este mismo lugar, y formando una especie de arco, se encuentran un grupo de casetas, organizadas por diversas peñas del barrio, en las cuales se ofrecen comidas y bebidas.
- Las atracciones mecánicas se localizan a en el paseo marítimo de El Palo, en la zona cercana al Colegio La Milagrosa.

## Procesión de la Asociación de pasión paleña de Nuestro Padre Jesús ante Anás y María Santísima del Valle

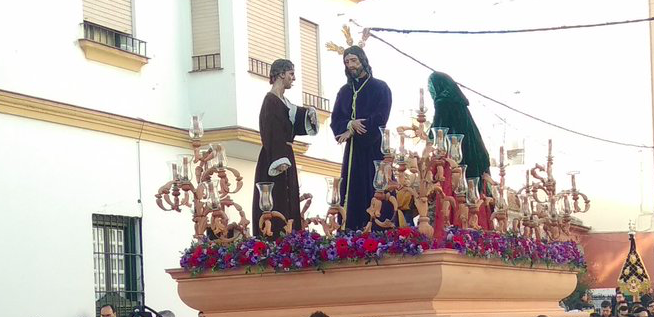
Jesús ante Anás procesionando por calle Mar en 2018

El cuarto sábado de Cuaresma sale a la calle para acercarse a los vecinos en su discurrir la Asociación de Fieles de Nuestro Padre Jesús de la Esperanza ante Anás y María Santísima del Valle. 
Asociación que representa el momento bíblico en el que Jesús es llevado ante Anás (antiguo sumo sacerdote) para que lo ajusticien, dando tiempo así a que el sanedrín se reuniera en el palacio de Caifás. En ese momento Anás interroga a Jesús “sobre sus discípulos y sobre lo que enseñaba”. Él simplemente le responde: “He hablado públicamente a todo el mundo. Siempre enseñé en las sinagogas y en el templo, donde todos los judíos se reúnen, y no dije nada en secreto. ¿Por qué me interrogas a mí? Interroga a quienes oyeron lo que les dije. Ellos saben bien lo que dije". Uno de los guardias que está de pie allí le da una bofetada a Jesús y lo reprende: “¿Así le contestas al sacerdote principal?”. Pero Jesús sabe que no ha hecho nada malo, por eso le responde: “Si he dicho algo malo, dime qué fue; pero, si lo que he dicho es cierto, ¿por qué me pegas?”.
La procesión está conformada por nazarenos color morado, trono en ejecución de los talleres de Alberto Berdugo. La imagen de Jesús que procesiona desde 2020 es del artista e imaginero Juan Manuel García Palomo.

### Eventos
La feria tiene tradiciones que se han consolidado con los años:
- Históricamente,la Feria Paleña se realizaba en Honor y Gloria a su amantísima y perpetua Patrona Nuestra Señora del Rosario. Dichas fiestas quedaron reflejadas para la posteridad en diferentes noticieros de gran auge en la ciudad de Málaga, en las cuales se hacían galas de las fastuosas fiestas que se celebraban en el barrio de El Palo. 
Con el tiempo, dichas fiestas patronales quedarían relegadas al mes de julio, con la nefasta excusa de que "en octubre hacía mal tiempo"
- Se realiza la Regata de Barcas de Jábega, una embarcación de remo utilizada en las playas de Málaga para pescar. La técnica de pesca de jábega se prohibió y estas barcas se acabaron usando para remar. Tanto el club de remo del barrio como de barrios cercanos compiten realizando regatas al atardecer.
- Degustación popular de paella en el último día de la feria.
- Normalmente el último día las atracciones mecánicas tienen precios más asequibles, al celebrarse su propio Día del Niño.
- Cada 16 de julio se rinde homenaje y culto religioso a la Virgen del Carmen, lo cual suele estar relacionado con el mar y la actividad pesquera por lo que se hace con el fin de bendecir las aguas, solicitar ayuda para la vida que tienen los pescadores y propiciar capturas en abundancia. A las 06:30 de la mañana se traslada a la Virgen del Carmen a la Plaza del Padre Ciganda,  donde tiene lugar a las 7 de la mañana la misa del Alba en honor a la Virgen del Carmen. Tras esto, la imagen de la Virgen vuelve a las 8 a su templo para salir en procesión por las calles del barrio de El Palo a las 17:30 de esa misma tarde. Tras un recorrido por el barrio, la Virgen se embarca en una barca de jábega en la playa frente al colegio Safa-Icet, para realiza un recorrido por el litoral de Málaga, hasta desembarcar en la playa de El Deo. Desde esta playa la procesión es trasladada en un tramo del paseo marítimo  por un conjunto de mujeres de la hermandad, para que todas y cada una de ellas también puedan saber lo que significa llevar a su Virgen aunque sea en un tramo corto del recorrido. Después de esto, la procesión vuelve a ser llevada por los hombres de la hermandad para finalizar el recorrido en el mismo sitio donde la empezó, la parroquia de Nuestra Señora de las Angustias.
- A lo largo de estos días de celebración se realizan numerosos concursos y torneos organizados por distintas peñas que residen en el barrio de El Palo. Algunos de estos torneos están relacionados con actividades deportivas como la petanca, el fútbol o el baloncesto, mientras que otros están relacionados con el mundo marinero como el concurso de soterraje o simulacro de "Lance al Alba".

## Partidos políticos
Actualmente tienen sede en el barrio las siguientes organizaciones políticas:
- Partido Popular de Málaga Este PP.
- Asamblea del distrito este de Izquierda Unida.
- Agrupación de El Palo del PSOE.
- Colectivo Cayetano Bolívar de la UJCE.